# Dolmen von Runesto
Der Dolmen von Runesto (auch Er Roc’h genannt) liegt in einem kleinen Hügel, unmittelbar neben einer Nebenstraße, die vom Dorf Runesto bei Plouharnel in Richtung der D 768 führt, die von Plouharnel nach Auray im Département Morbihan in der Bretagne in Frankreich, verläuft. Dolmen ist in Frankreich der Oberbegriff für Megalithanlagen aller Art (siehe: Französische Nomenklatur).
Von dem eingetieften Dolmen sind acht Tragsteine einer etwa 3,0 × 3,0 m messenden, hohen Kammer und ein dreipunktaufgelegter Deckstein erhalten. Der Zugangsbereich fehlt, stattdessen führt eine moderne Treppe in die Tiefe. Auffallend ist wie eng (ohne Zwischenmauerwerk) hier die Tragsteine aufgestellt wurden. Es gibt Spuren einer Felsritzung nahe dem Zugang, die eine Axt zeigt. Im Osten (auf der anderen Straßenseite) liegen zwei große Steine, die vielleicht mit dem Dolmen in Zusammenhang stehen.
Etwa einen Kilometer entfernt liegen die Dolmen von Mané Kerioned.